# Mitsubishi Town Box
Le Town Box est une voiture de la catégorie des keijidosha du constructeur automobile japonais Mitsubishi vendue exclusivement au Japon. Il est également diffusé chez Nissan, d'abord sous l'appellation Clipper puis sous le nom NV100.
Vendu en tant qu'utilitaire, le Town Box dispose d'une version particulière à 4 places appelée alors Minicab. Cette variante est déclinée, depuis début 2012, en une version iMiev 100% électrique.